# 赫姆斯比
赫姆斯比（英語：Hemsby）是英格兰東部诺福克郡的村庄、海水浴場和民政教區。它坐落於大雅茅斯以北8英里（13公里），赫姆斯比的地方政府同樣位於該地。根據2001年人口普查數據，赫姆斯比有2,973人，分属1,221户家庭；到了2011年，村莊人口增加到3,275人。該村与濱海溫特頓和斯克拉特比接壤。 